# 土渕海峽
土渕海峽（日语：／ Dohuchi kaikyō */?）是位於日本瀨戶內海中前島與小豆島之間的海峽，全長2.5公里，最寬處約400公尺，最窄處更只有9.93公尺，是世界上最狹窄的海峽，1996年登錄金氏世界紀錄。
土渕海峽兩側各為前島的土庄地區及小豆島的渕崎地區，因而命名為土渕海峽。海峽的最狹處建有永代橋，永代橋的西側為土庄町役場，可在該處申請土渕海峽橫越證明書（費用100日圓）。每年11月舉辦的瀨戶內海海龜馬拉松也是以此為起點。